# 魔法阿媽2：魔法小豆苗
《魔法阿媽2：魔法小豆苗》是尚未上映的臺灣動畫電影，該片為1999年動畫電影《魔法阿媽》的續作電影，由王小棣所執導、編劇。羊王創映及大貓工作室負責動畫製作。

## 故事大綱
自詡為新時代女性的美貞，最受不了媽媽阿霞的迷信。這回美貞兒子豆豆去基隆出差，把孫子小豆苗託給阿霞照顧，美貞急得跳腳追去，卻意外和小豆苗一起墜入阿霞的童年時光。
於此同時，往日受阿霞施法壓制的怨靈從海底悄悄浮現。當潛入海底工作的豆豆深陷危機，阿霞法術又失靈，美貞與小豆苗祖孫聯手，能夠讓小鎮重歸寧靜嗎？

## 製作
- 導演、編劇：王小棣
- 製片：王登鈺、張可欣[1]
- 監製：王小棣
- 動畫製作：羊王創映、大貓工作室
- 製作公司：農人影視製作有限公司
- 出品：稻田電影工作室有限公司

### 過程
《魔法阿媽》上映之後，對於是否有續集一事，王小棣於2018年接受訪談時表示，她曾想出以豆豆回去阿媽的鄉下度假時，發現鄉下的環境遭到破壞，內容偏向探討環境問題的劇情；但因為有眾多需克服的因素，只停留在構想階段。2020年文化內容策進院與貝殼放大公司合作，透過群眾募資來給影片創作者發揮的機會，而《魔法阿媽》續集是其中一項洽談內容。
2021年，文化內容策進院於金馬創投舉辦「文策院原創獎」頒獎典禮中，由文策院董事長丁曉菁與院長李明哲進行頒獎，得獎作品包括《魔法阿媽2：魔法小豆苗》，以及莊翔安導演《媽媽桌球》、游智涵導演《失能少年》，得獎的三部作品皆可獲得文策院提供的新台幣三十萬元獎金，並可申請文策院的內容開發與製作資源。，續作的首度特報亦在同年《魔法阿媽4K數位修復版》中先行公開。 
2024年7月31日，稻田電影工作室宣布啟動《魔法阿媽2：魔法小豆苗》集資計畫。電影製作團隊方面則由原本的導演王小棣編劇及執導，王登鈺擔任製片，曾負責《歐米天空》、《勇者動畫系列》動畫製作的羊王創映、大貓工作室將製作電影動畫。該募資專案於9月6日及10月15日期間進行，群眾集資於9月16日達標，共集累績金額1310萬新臺幣。

## 爭議

### 麥人杰
2024年9月，《魔法阿媽2》的集資計畫啟動後，曾擔任前作動畫導演的麥人杰在社群媒體上表示，自己未參與，亦未邀請參與此次續集製作。此言論在社群媒體上引發討論，部分募資支持者表示不滿。
稻田電影工作室於9月24日發布聲明，針對麥人杰未參與續集的原因進行回應。聲明中提及1998年《魔法阿媽》製作過程中的一些合作情況，指出當年與麥合作過程中，因工作紀律問題導致製作進度受到影響等事，雙方在承諾與認知上因各自立場產生歧見。聲明進一步表示，續集仍由原創團隊主導，並加入新生代團隊參與製作，並對未邀請麥人杰參與表達遺憾，希望外界理解當時的合作背景。麥人杰的妻子隨後對稻田電影工作室的聲明進行反駁，而《魔法阿媽2》製作團隊並未再作進一步回應。

## 備註
1. ↑  片頭將「魔」的注音符號刻意標示為「ㄇㄨㄛˊ」，而非原有的「ㄇㄛˊ」。
2. ↑  「阿媽」是台語，意思為外婆或奶奶。

## 外部連結
- 魔法阿媽官方網站 （页面存档备份，存于）